# Anconeus
Anconeus (latin: musculus anconeus, av grekiska: αγκων, ancon, "armbåge"), i människans anatomi en liten trekantig skelettmuskel på armbågsledens baksida. 
Muskeln extenderar underarmen, stabiliserar armbågen och abducerar armbågsbenet (ulna) vid pronation.
Anconeus har sitt ursprung proximalt på överarmsbenets (humerus) laterala epikondyl (epicondylus lateralis humeri). Muskelns fäste finns på armbågsbenets baksida, på olekranons (olecranon) laterala yta.
Anconeus har samma funktion och innervation som m. triceps brachii. Motsvarande muskel vid låret, m. quadriceps femoris, har fyra huvuden och man antar därför att anconeus embryologiskt är att betrakta som triceps "fjärde huvud". 
Anconeus innerveras av n. radialis.